# Phaedra Parks
Phaedra Creonta Parks (Athens, Georgia, 26 de octubre de 1973) es una personalidad de televisión, abogada, agente funeraria, empresaria, autora y actriz estadounidense.
Es más conocida por aparecer en la serie de Bravo, The Real Housewives of Atlanta, desde 2010 hasta 2017, reincorporándose al reparto en 2024. Antes de esto, fue una abogada establecida, al frente de su propia firma legal, The Parks Group. En 2022, protagonizó la segunda temporada de The Real Housewives Ultimate Girls Trip en Peacock y, en 2023, se unió al reparto de la décima temporada de Married to Medicine.

## Primeros años
Parks nació en Athens, Georgia. Es una de los cuatro hijos de los pastores Regina Bell y Henry Parks. Antes de doctorarse en derecho por la Universidad de Georgia, estudió en la Escuela de Economía de Londres (LSE) y en el Wesleyan College, donde se licenció con matrícula de honor.

## Carrera
Parks apareció por primera vez en The Real Housewives of Atlanta en 2010. Ya era una abogada consolidada, con su propio bufete, The Parks Group. A lo largo de su carrera, había representado a múltiples figuras públicas como Bobby Brown. En 2006 fue galardonada con el premio «Abogada del Año» y ha formado parte del Consejo de Antiguos Alumnos de la Facultad de Derecho de Georgia, del Consejo de Grabación de los Grammy, del Consejo de la Facultad de Derecho de la UGA y de G-Capp. Ha actuado como analista jurídico en programas como Fox News y NBC en relación con el juicio de Michael Jackson. Parks también se ha desempeñado como productora de televisión para el programa de BET, The Tiny and Toya Show.
Su aparición en The Real Housewives of Atlanta le ayudó a ser nominada como una de las 100 mujeres negras más influyentes de Atlanta, ya que su debut en la tercera temporada supuso el inicio de una gran publicidad y atención positiva para Parks. Durante sus siete temporadas en la serie, Parks se vio envuelta en múltiples tramas, como la disolución de su matrimonio con Apollo Nida y los embarazos de sus hijos Ayden y Dylan. En un episodio de 2011 del programa, Parks anunció su plan de convertirse en funeraria. En 2017, Parks fue finalmente despedida antes de la décima temporada del programa tras un rumor perjudicial que hizo circular sobre su compañera de reparto, Kandi Burruss, y su marido, Todd Tucker, en relación con Porsha Williams y Shamea Morton.  Tras su salida del programa, Bravoanunció tentativamente una nueva serie no guionizada centrada sólo en Parks titulada, Rich People's Problems. La serie nunca se estrenó.
En 2013, Parks publicó su primer libro, Secrets of the Southern Belle: How to Be Nice, Work Hard, Look Pretty, Have Fun and Never Have an Off Moment. En 2020, Parks y su entonces novio, Medina Islam, aparecieron en el estreno de la segunda temporada de Marriage Boot Camp: Hip Hop Edition Debutó como actriz en Covenant, una serie antológica de ocho episodios en Allblk, en octubre de 2021. Interpretó a Bernice Whitfield, la matriarca de la familia. En 2021, se anunció que Parks aparecería en la segunda temporada de The Real Housewives Ultimate Girls Trip (subtitulada Ex-Wives Club), la serie «mash-up» de la franquicia producida por Peacock en la que aparecen múltiples ex amas de casa conocidas de la franquicia.
En 2022, además de su aparición en el reparto principal de RHUGT, Parks tuvo un papel como invitada en la primera temporada de The Real Housewives of Dubai, como amiga de Caroline Brooks. Shereé Whitfield declaró que Parks filmó para la decimocuarta temporada de RHOA en su desfile de moda, sin embargo, sus escenas nunca se emitieron. Los rumores sobre el regreso de Parks al programa a tiempo completo se dieron después de que el productor ejecutivo Andy Cohen declarara que le encantaría tenerla de vuelta, tras su despido en 2017. Según se informa, sus apariciones en otros programas de la franquicia son para probar si su regreso a Bravo atrae a la audiencia.
En enero de 2023, se anunció que Parks volvería para la quinta temporada (y segunda temporada de Ex-Wives Club) de The Real Housewives Ultimate Girls Trip, que tendría lugar en Marrakesh, Marruecos y se estrenaría en 2024. Parks fichó por la décima temporada de Married to Medicine, sustituyendo a la doctora Contessa Metcalfe y a Anila Sajja. En septiembre de 2023, se anunció que Parks sería concursante en la segunda temporada de The Traitors, que se emitió a principios de 2024. Fue seleccionada como «traidora» y eliminada en el décimo episodio.
En julio de 2024, se anunció que Parks regresaría a The Real Housewives of Atlanta, tras un receso de seis temporadas, para la decimosexta temporada. En septiembre de 2024, Parks fue anunciada como una de las celebridades que competirían en la temporada 33 de Dancing with the Stars, siendo emparejada con el bailarín profesional Valentin Chmerkovskiy.

## Vida personal
Entre 2009 y 2017, Parks estuvo casada con Apollo Nida. Nida fue condenado por conspiración para cometer fraude postal, electrónico y bancario, pero Parks ha mantenido que no tenía conocimiento de su actividad delictiva. Con Nida tiene dos hijos: Ayden (nacido en 2010) y Dylan (nacido en 2013). Salió con Medina Islam antes de romper en 2021.

## Filmografía
| Año              | Título                                  | Papel                 | Notas                                                  |
| ---------------- | --------------------------------------- | --------------------- | ------------------------------------------------------ |
| 2009             | Tiny and Toya                           | Productora consultora |                                                        |
| 2010–2017, 2024– | The Real Housewives of Atlanta          | Ella misma            | Elenco principal (temporadas 3–9, 16–)                 |
| 2011–2022        | The Wendy Williams Show                 | Ella misma            |                                                        |
| 2012–2024        | Watch What Happens Live with Andy Cohen | Ella misma            | Invitada                                               |
| 2014–2022        | Dish Nation                             | Ella misma            | Copresentadora invitada en las temporadas 10 y 11      |
| 2015, 2023–      | Married to Medicine                     | Ella misma            | Invitada (temporada 3) Elenco principal (temporada 10) |
| 2018             | Braxton Family Values                   | Ella misma            |                                                        |
| 2020             | Marriage Boot Camp: Hip Hop Edition     | Ella misma            | 1 episodio                                             |
| 2021             | Covenant                                | Bernice Whitfield     | 2 episodios                                            |
| 2022–24          | The Real Housewives Ultimate Girls Trip | Ella misma            | Elenco principal (temporadas 2 & 5)                    |
| 2022             | The Real Housewives of Dubai            | Ella misma            | 2 episodios                                            |
| 2023             | The Real Housewives of New Jersey       | Ella misma            | 1 episodio                                             |
| 2024             | The Traitors                            | Concursante           | 7.º puesto (temporada 2)                               |
| 2024             | Dancing with the Stars                  | Concursante           | 8.º puesto (temporada 33)                              |